# William Yee
Pour les articles homonymes, voir Yee.
Yee Hon Wing, dit William Yee, né à Zhongshan le 18 juillet 1928, est un homme politique fidjien.

## Biographie
Né en République de Chine, il grandit dans la colonie britannique des îles Fidji, où ses parents s'installent quand il est encore enfant. Il est éduqué dans une école catholique de Suva puis étudie l'ingénierie à l'université d'Auckland en Nouvelle-Zélande ; il en fait sa profession à son retour aux Fidji. Il est naturalisé britannique en 1957, faisant de lui un citoyen de la colonie. 
Aux élections de 1966, il est élu au Conseil législatif des Fidji comme député de Suva, la capitale, avec l'étiquette du parti de l'Alliance (conservateur) et comme représentant des « électeurs généraux », c'est-à-dire des citoyens d'appartenance ethnique autre qu'autochtone ou indienne. Les Fidji accèdent à l'indépendance en 1970, et William Yee est réélu député de Suva aux élections de 1972 puis aux deux scrutins de 1977. En 1975 il est le fondateur et président inaugural de la Société chinoise d'Éducation, ayant la responsabilité de l'école primaire Yat Sen, école chinoise des Fidji qui devient alors multiethnique à la demande du gouvernement. En 1985, il obtient du gouvernement d'y joindre une école d'enseignement secondaire, dont la création est financée en partie par le gouvernement fidjien, en partie par la République populaire de Chine et en partie par des dons de la communauté chinoise des Fidji. L'école est multiethnique dès sa fondation, quelque 35 % de ses premiers élèves étant d'ascendance chinoise.
Il quitte la vie politique en 1982 mais, à l'instar de la plupart des représentants de la communauté chinoise, se montre favorable au gouvernement ethno-nationaliste autochtone issu du coup d'État de 1987, qui se concilie les minorités d'ascendance chinoise et européenne tout en ciblant la population d'origine indienne. En 1996, le président Ratu Sir Penaia Ganilau le fait sénateur sur proposition du Premier ministre Sitiveni Rabuka, l'auteur du coup d'État. Il perd son siège de sénateur lorsque la majorité parlementaire de Sitiveni Rabuka perd les élections de 1999 avec le rétablissement de la démocratie,.